# 1871 Astyanax
Az 1871 Astyanax (ideiglenes jelöléssel 1971 FF) egy kisbolygó a Naprendszerben. Cornelis Johannes van Houten, Ingrid van Houten-Groeneveld és Tom Gehrels fedezte fel 1971. március 24-én. A Jupiter pályáján keringő Trójai csoport tagja.